# Wilhelm Rohrmann
Ludwig Wilhelm Hermann Heinrich Rohrmann (* 28. September 1905 in Oberhausen; † 14. September 1983 in München) war ein deutscher Jurist, Kriminalbeamter und SS-Hauptsturmführer, der im Nationalsozialismus am Unternehmen Zeppelin mitarbeitete. In der Nachkriegszeit wirkte er von 1955 bis 1964 im Bundeskriminalamt (BKA) als Referatsleiter der Abteilung Erkennungsdienst.

## Leben
Wilhelm Rohrmann war der Sohn eines Bauingenieurs, absolvierte nach dem Abitur ein Studium der Rechtswissenschaften, legte 1932 das erste juristische Staatsexamen ab und wurde an der Universität Erlangen mit einer 1936 veröffentlichten strafrechtlichen Arbeit zum Dr. jur. promoviert.

### Zeit des Nationalsozialismus
Rohrmann war zum 1. Mai 1933 der NSDAP (Mitgliedsnummer 2.116.473) und am 30. Juni 1933 der Allgemeinen SS beigetreten (SS-Nummer 190.866).
1936 trat er in den Dienst der Kriminalpolizei Aachen ein und durchlief 1937/38 den 12. Kriminalkommissar-Anwärterlehrgang an der Führerschule der Sicherheitspolizei und des SD in Berlin-Charlottenburg. Ab 1. Februar 1942 war er bei der Kripo-Leitstelle Posen als Leiter des Betrugs- und Korruptionsdezernats tätig. Zudem bearbeitete er als Gerichtsreferendar und SS-Hauptsturmführer die SS-Personalsachen der Dienststelle Posen. In einer Beurteilung von 1942 heißt es:

„Für Belange von Staat und Partei tritt er rücksichtslos ein.“

Im September 1942 wurde Rohrmann zum SS-Hauptsturmführer befördert, zum 6. Oktober 1942 in das Reichssicherheitshauptamt (RSHA) abgeordnet. Im von Walter Schellenberg geführten Amt VI („Ausland“) des RSHA war eine Gruppe „VI C ‚Russisch-japanisches Einflussgebiet’ mit den Sonderreferat VI C/Z ‚Unternehmen Zeppelin’“ eingerichtet worden, dessen Chef Heinz Gräfe war. Rohrmann wirkte bis zum 31. Juli 1943 als Leiter der Personalstelle des „Unternehmens Zeppelin“, das für die Rekrutierung sowjetischer Kriegsgefangener und deren Ausbildung zu Sabotageaktionen hinter der Ostfront zuständig war. Diese wurden in Sonderlagern, auch in einem Abschnitt des KZ Auschwitz, gedrillt und, falls sie erkrankten und als Geheimnisträger nicht mehr benötigt wurden, ermordet. Rohrmanns Kompetenzen gingen über die reine Personalverwaltung hinaus und reichten auch in den organisatorischen Bereich. So wies er, als ein „Sonderlager Leubus“ eingerichtet werden sollte, per Fernschreiben vom 30. Oktober 1942 an:

„Ersuche Einrichtung des Lagers beschleunigt durchzuführen und alsbald Vollzug zu melden.“

Mitteilungen darüber, dass sowjetische Kriegsgefangene, die für das Unternehmen Zeppelin nicht mehr verwendungsfähig waren, zur „Sonderbehandlung“ in das SS-Sonderlager Auschwitz gebracht und dort ermordet wurden, gingen auch über Rohrmanns Schreibtisch.

### Nachkriegszeit
Ab 1955 war Rohrmann im Bundeskriminalamt als Referatsleiter für Monodaktyloskopie, die der Identifizierung der am Tatort hinterlassenen Fingerspuren dient, an leitender Stelle tätig. Im Jahre 1963 wurde er von Beamten des Landeskriminalamtes Nordrhein-Westfalen zu dem Umstand befragt, dass ein Schreiben, in dem mitgeteilt wurde, dass die ursprünglich für das Unternehmen Zeppelin rekrutierten sowjetischen Kriegsgefangenen Gatschkow und Semjenow zur Sonderbehandlung am 29. Januar 1943 in das SS-Sonderlager Auschwitz überstellt wurden und dort noch am gleichen Tage starben, ausdrücklich an das RSHA – Amt VI C/Z – „zu Händen von SS-Hauptsturmführer Dr. Rohrmann“, adressiert war. Rohrmann erwiderte, hier liege wohl ein bürokratisches Versehen vor und erklärte, als ihm die Aussage eines polnischen Zeugen vorgehalten wurde, nach der „zwischen 1942 und 1944 niedrig gegriffen insgesamt etwa 200 russische Zeppelinleute einzeln oder in kleinen Gruppen in den Block II gebracht und dort innerhalb weniger Tage exekutiert“ worden seien, mit solchen Maßnahmen habe er als rein mit Personalangelegenheiten befasster Mitarbeiter nichts zu tun gehabt.
Am 1. April 1964 wurde Rohrmann zum Statistischen Bundesamt abgeordnet und am 30. September 1965 pensioniert.

## Schriften
- Die strafrechtliche Bedeutung der Verschlimmerung eines Erfolges durch einen bisherigen Nichtteilnehmer. Geilenkirchen 1936 (Universität Erlangen, Jur. Diss.)